# Visalia, California
Irvine este un oraș din California, SUA. Se află la o altitudine de 101 m deasupra nivelului mării. Are o suprafață de 97,10887 km². Populația este de 141.384 locuitori, determinată în 1 aprilie 2020, prin recensământ.